# Globigerinoides
Globigerinoides è un genere di foraminiferi planctonici con guscio calcareo, della famiglia Globigerinidae, presente dall'Oligocene superiore in tutti gli oceani del mondo. Diverse specie sono utilizzate in campo biostratigrafico per la datazione delle rocce e dei sedimenti.

## Descrizione
Guscio calcareo ialino, traslucido. Parete perforata, con pori molto ampi. Avvolgimento trocospirale, a spira da bassa ad elevata (in alcune forme streptospirale). Ultimo giro formato da 3-4 camere. Profilo del guscio globoso. Ombelico generalmente molto stretto e profondo. Le suture tra le camere sono depresse; margine periferico da arrotondato a lobato (a seconda delle specie), sempre privo di carena. Apertura primaria ombelicale, ad arco, spesso delimitata da un labbro imperforato più o meno sviluppato; aperture supplementari suturali sul lato spirale.

## Distribuzione
Il genere Globigerinoides compare nell'Oligocene superiore, evolvendosi da specie del genere Globigerina D'ORBIGNY, ed è presente attualmente in tutti i mari e gli oceani del globo. La prima comparsa di questo genere, con la specie G. primordius BLOW e BANNER, è stata considerata per lungo tempo come un criterio di datazione biostratigrafica, per il riconoscimento del limite Oligocene-Miocene. Questo evento è tuttora utilizzato come elemento indicativo della prossimità di questo limite (anche se in realtà non è isocrono a scala globale). La comparsa massiva di Globigerinoides (collocabile intorno all'effettivo limite Oligocene-Miocene) è un evento di valore paleoecologico, in quanto denota un aumento della temperatura media oceanica dopo un periodo relativamente freddo corrispondente all'Oligocene, e fa parte di un graduale e generalizzato processo di ricambio faunistico tra Paleogene e Neogene, di origine essenzialmente climatica. Diverse specie sono indici di biozona utilizzati in campo biostratigrafico. Il genere comprende attualmente nove specie accettate. Il genere Globigerinoides è oggi considerato dalla maggior parte dei ricercatori come polifiletico, comprendente in realtà diverse linee evolutive sviluppatesi a partire dal tardo Oligocene.

## Habitat
Globigerinoides è un organismo planctonico, di habitat epipelagico.